# Isulan
Isulan ist eine eigenständig verwaltete Gemeinde der ersten Einkommensklasse in der philippinischen Provinz Sultan Kudarat auf der Insel Mindanao.
Die Gemeinde ist der Sitz der Provinzregierung von Sultan Kudarat.

## Geographie
Die Gemeinde Isulan liegt im zentralen Osten der Provinz. Sie ist umgeben von den Gemeinden Esperanza und Lambayong im Norden, der Stadt Tacurong City und der Gemeinde Norala (aus der Provinz South Cotabato) im Osten, von Sto. Niño (South Cotabato) im Süden und von Bagumbayan, Kalamansig, Lebak sowie Sen. Ninoy Aquino im Westen.

## Baranggays
Isulan ist politisch unterteilt in 17 Baranggays (Ortsteile). Die nächste Stadt ist Tacurong City.
| - Bambad - Bual - D'Lotilla - Dansuli - Impao - Kalawag I (Pob.) - Kalawag II (Pob.) - Kalawag III (Pob.) - Kenram | - Kolambog - Kudanding - Lagandang - Laguilayan - Mapantig - New Pangasinan - Sampao - Tayugo |

## Geschichte
Das heutige Gemeindegebiet von Isulan gehörte früher zu den Gemeinden Koronadal, heute Koronadal City und Dulawan. Die Gemeinde Koronadal wurde mit dem Executive Order Nr. 82 am 8. August 1947 durch Präsident Manuel Roxas gegründet.
Am 10. März 1953 wurden die Gemeinden Norala und Cotabato durch den Executive Order Nr. 572 eingerichtet, für die Koronadal zuständig blieb. Mit dem Executive Order Nr. 266 wurde die Gemeinde Isulan am 30. August 1957 durch Präsident Carlos P. Garcia aus Norala, Cotabato und Dulawan herausgelöst und zu einer eigenständigen Verwaltungsgemeinde ernannt.
Die Gemeindeverwaltung wurde offiziell am 12. September 1957 eröffnet mit Datu Suma Ampatuan als erstem Bürgermeister, der bis 1967 im Amt blieb.
Am 21. Juni 1969 unterzeichnete Präsident Ferdinand Marcos den Republic Act Nr. 5960, mit dem die Gemeinde Bagumbayan aus Isulan herausgelöst wurde. Dies kostete die Gemeinde 85 % ihres ursprünglichen Gebietes. Von 48 Barrios verblieben die heutige 17.
Als am 22. November 1973 der Presidental Degree Nr. 341 die Provinz Cotabato in die Provinzen Sultan Kudarat, Maguindanao und North Cotabato aufteilte, wurde die Gemeinde Isulan zum Sitz der Provinzverwaltung bestimmt.